# Irische Badmintonmeisterschaft 2016
Die Irische Badmintonmeisterschaft 2016 fand am 6. und 7. Februar 2016 im Baldoyle Badminton Centre in Dublin statt.

## Sieger und Platzierte
| Disziplin    | Gold                        | Silber                          | Bronze                      |
| ------------ | --------------------------- | ------------------------------- | --------------------------- |
| Herreneinzel | Nhat Nguyen                 | Owen Marron                     | Jack O’Brien                |
| Herreneinzel | Nhat Nguyen                 | Owen Marron                     | Joshua Magee                |
| Dameneinzel  | Chloe Magee                 | Sara Boyle                      | Clodagh Dunne               |
| Dameneinzel  | Chloe Magee                 | Sara Boyle                      | Moya Ryan                   |
| Herrendoppel | Joshua Magee Sam Magee      | Nhat Nguyen Paul Reynolds       | Daniel Magee Mark Topping   |
| Herrendoppel | Joshua Magee Sam Magee      | Nhat Nguyen Paul Reynolds       | Mark Brady Ciaran Chambers  |
| Damendoppel  | Sinead Chambers Jennie King | Fiona Glennon Pauline Glennon   | Molly Davies Clare Finnegan |
| Damendoppel  | Sinead Chambers Jennie King | Fiona Glennon Pauline Glennon   | Fiona Farrell Vicki Pesti   |
| Mixed        | Sam Magee Chloe Magee       | Ciaran Chambers Sinead Chambers | Daniel Magee Fiona Glennon  |
| Mixed        | Sam Magee Chloe Magee       | Ciaran Chambers Sinead Chambers | Sam Mckay Jennie King       |